# 리틀인디아

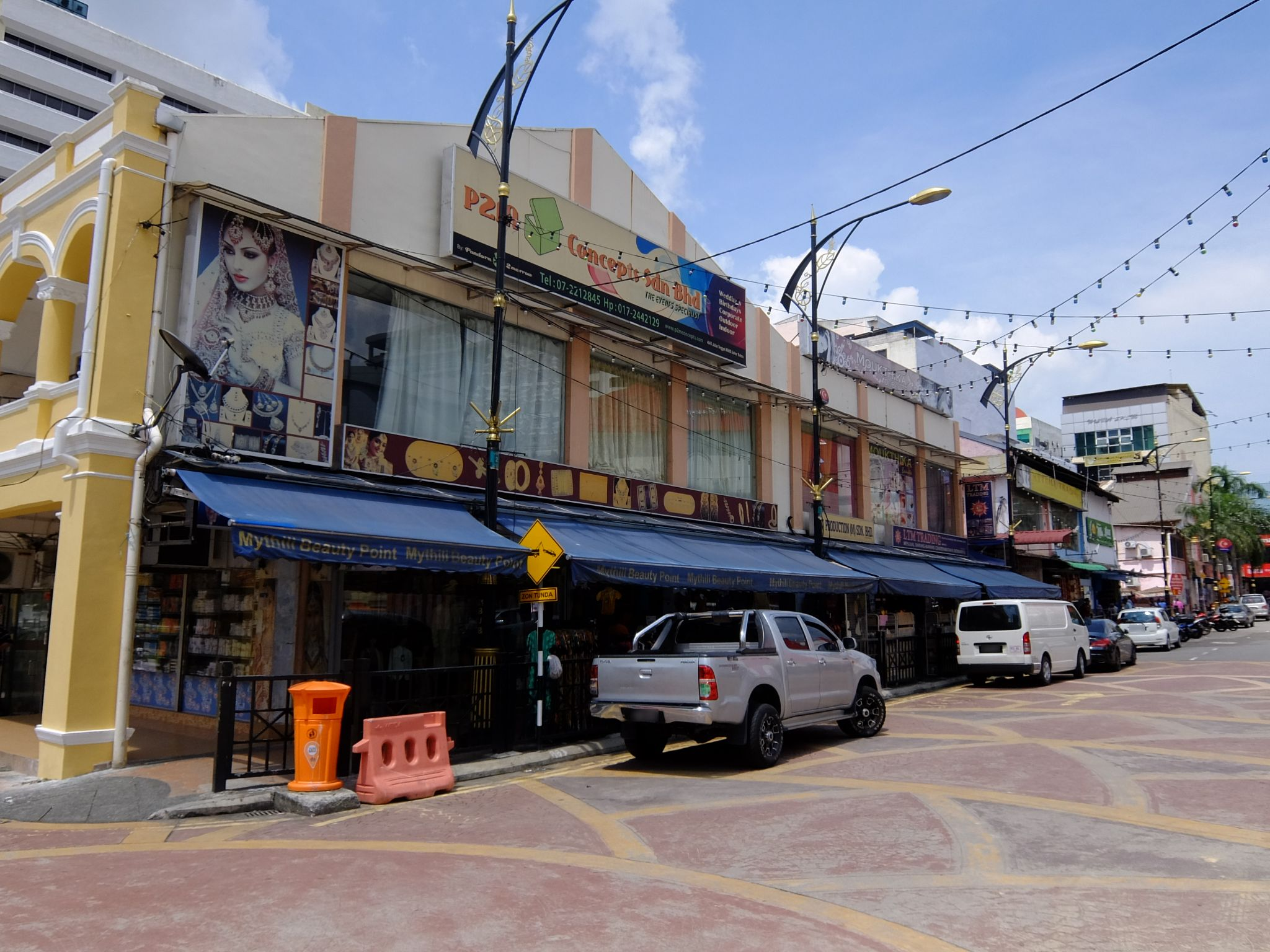
리틀인디아

리틀인디아(Little India)는 인도 이외의 지역에서 인도인들이 밀집하여 사는 지구를 말한다. 인도 또는 인도 아대륙 외부의 인도인 또는 남아시아 사회 문화적 환경이다. 특히 인도인 거주지와 다양한 인도 기업이 모여 있는 지역을 가리킨다. 리틀 인디아에는 힌두 사원, 모스크, 구르드와라가 있는 경우가 많다. 또한 국가 및 종교 축제를 기념하고 남아시아인들이 모이는 장소 역할을 하기도 한다. 따라서 그들은 인도의 축소판이다. 리틀 인디아는 종종 관광 명소이며 인도 요리, 인도의 문화, 인도 의류, 인도의 음악 및 인도 영화 팬이 자주 방문한다.

## 리틀 인디아 목록
- 리틀인디아 (싱가포르)

## 같이 보기
- 인도 문화권